# Bertoldo di Kremsmünster
Bertoldo di Kremsmünster, noto anche come Bernardus Noricus (prima del 1270 – 2 febbraio forse 1326), è stato un religioso e storico austriaco nonché cronista.
La denominazione di Bernardus Noricus risale a Giovanni Aventino.
Solo recenti ricerche hanno preso in considerazione il provato scrittore Berchtold come possibile redattore.

## Biografia
Egli entrò negli anni ottanta del XIII secolo nell'abbazia benedettina di Kremsmünster. Nel 1290 divenne diacono ed è provato che dal 1292 lavorò nello Scriptorium dell'Abbazia. Nel 1300 venne ordinato sacerdote. Nel 1319 si recò ad Avignone. Morì il 2 febbraio, probabilmente del 1326.

## Attività
Berchtold stese un Urbarium (un indice delle proprietà terriere), compose un Ufficio del giorno in rima e fu anche custode dell'Abbazia.
Ma la sua importanza sta soprattutto nella sua attività di storico. Egli redasse la Historia Cremifanensis e la Narratio de ecclesia Cremsmunstrensi, che si annoverano tra le fonti della storia di Kremsmünster, dalla sua fondazione fino all'abate Friedrich von Aich. La Narratio de ecclesia Cremsmunstrensi tratta nel primo capitolo della fondazione dell'Abbazia, nel secondo del suo declino e della situazione presente. In molti altri libri si trovano notizie, glosse, rinvii, integrazioni, ma anche lunghi testi per sua mano. Ai suoi tempi la biblioteca dell'abbazia di Kremsmünster era composta da circa 400 opere.

## Fonti
- Historia Cremifanensis. Liber de origine et ruina monasterii Cremifanensis. Bernardi Cremifanensis historiae in: Biographisch-Bibliographisches Kirchenlexikon, Band 1, Bautz, Hamm 1975. 2., unveränderte Auflage Hamm 1990, ISBN 3-88309-013-1, Sp. 528.
- Altman Kellner: Profeßbuch des Stiftes Kremsmünster. o.O.u.J.
- (DE)  Mittelalterliche Bibliothekskataloge Österreichs V. Oberösterreich. Bearbeitet von Herbert Paulhart. Wien – Köln – Graz 1971.
- (DE)  Theodorich Pichler: Die Stiftsbibliothek. In: Kremsmünster. 1200 Jahre Benediktinerstift. o.O. 1976.